# Anton Kaliničenko
Anton Evgen'evič Kaliničenko (in russo Антон Евгеньевич Калиниченко?; Kemerovo, 22 luglio 1982) è un ex saltatore con gli sci russo.
Nelle liste FIS è registrato come Anton Kalinitschenko.

## Biografia
In Coppa del Mondo ha esordito il 28 novembre 1999 a Kuopio (51°) e ha ottenuto l'unico podio il 27 novembre 2011 a Kuusamo (3°).
In carriera ha preso parte a un'edizione dei Campionati mondiali, Lahti 2001 (42° nel trampolino lungo) e a due dei Mondiali di volo (9° nella gara a squadre a Vikersund 2012 il miglior risultato).

## Palmarès

### Coppa del Mondo
- Miglior piazzamento in classifica generale: 60º nel 2012
- 1 podio (a squadre):
  - 1 terzo posto